# Portpatrick
Portpatrick (gaélique écossais Port Phàdraig), est un village et une paroisse civile de Dumfries et Galloway, au sud-ouest de l'Écosse. Il est situé sur la côte ouest de la péninsule des Rhins of Galloway, dans le comté traditionnel de Wigtownshire. La paroisse mesure environ 7 km de long par 6 km de large, soit 3 800 ha.

## Description
Le village de Portpatrick se trouve sur la côte sud-ouest de la partie continentale de l'Écosse dans une fissure aux falaises abruptes. Anciennement connu sous le nom de Portrie (Port Rhin), son quai fut protégé par le baron du château de Dunskey (dun signifiant château et key quai) et ses représentants locaux. En cas d'invasion, les pêcheurs et leurs familles ont probablement escaladé les falaises jusqu'à Dunskey pour se protéger.
Datant de 700 ans et construite à côté des ruines du château, la position de Portpatrick sur le Rhins of Galloway offre aux visiteurs une vue sur la côte nord-irlandaise située à 34 km plus à l'ouest. Il est entouré de falaises et de plages au nord et au sud. Le Gulf Stream donne au littoral un climat agréable dans lequel des plantes subtropicales peuvent s'épanouir.
Portpatrick a un conseil communautaire. On y célèbre une semaine annuelle des bateaux de sauvetage, comportant des défilés, des activités et un feu d'artifice. Il y a des clubs de pétanque, un club de golf, de nombreuses maisons d'hôtes et hôtels ainsi que des bâtiments publics rustiques. Le village abrite également un mini-golf. Au nord du village commence la Southern Upland Way, une route de randonnée menant à Cockburnspath sur la côte est de l'Écosse. L'hôtel Portpatrick, construit en 1905 et agrandi en 1907, se trouve sur les falaises au-dessus de ce point.
Le village a été utilisé comme l'un des emplacements pour le film Rapt de 1952.

### Port
Le village fut fondé pour la pêche dans une baie sableuse en forme de croissant. Le port reste le point focal du village aujourd'hui. En 1770, le principal ingénieur civil de son époque, John Smeaton fit d'importantes améliorations en construisant des brise-lames qui ont transformé la baie en un port fermé. Malgré cela, de forts vents d'ouest et des vagues ont continué à les franchir et en 1821, John Rennie fut engagé pour construire un nouveau port comportant deux nouvelles jetées mais des problèmes d'argent et de temps firent qu'elles ne furent jamais terminées.
Le bassin intérieur calme abrite aujourd'hui le service de sauvetage du port et fut construit entre 1861 et 1863. Sa construction fut trop tardive pour empêcher le gouvernement de transférer le service postal vers des navires entre Stranraer et Larne. Le port abrite une flotte de bateaux de pêche, une station émettrice de messages Navtex et une station de sauvetage.

### Église Saint-Patrick

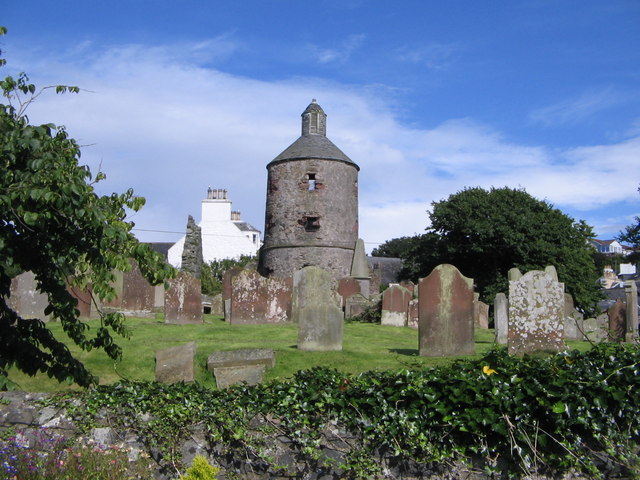
Église Saint-Patrick.

Cette église en ruine, datant de 1629 et érigée sur les ruines d'une église antérieure, est connue sous le nom de chapelle St-Patrick. La tour circulaire date des années 1520 et était à l'origine isolée. Sa forme inhabituelle (pour l'Écosse) peut signifier que c'était soit un phare pour le port, qu'elle fut fortement influencée par l'architecture irlandaise.
Aux XVIIIe siècle et XIXe siècle, quand Portpatrick était un port de traverse important entre l'Irlande et l'Écosse, le village fut décrit comme le Gretna Green pour l'Irlande avec un traversier quotidien vers  Donaghadee. Des mariages de couples provenant d'Irlande étaient organisés par un ministre de l'Église d'Écosse à Portpatrick. Selon Brack, les règles concernant la publication des bans ou la période de résidence requise dans le village étaient souvent négligées et les futurs mariés pouvaient débarquer, terminer la cérémonie et être de retour à bord en une heure.
Le cimetière autour de l'église contient des monuments commémoratifs à la mémoire de nombreuses victimes de naufrages. À côté de la chapelle originale, il y avait un quartier nommé Black Quarter of Inch. Lorsque l'église fut reconstruite en 1629, le quartier fut séparé de Inch et érigé en paroisse sous le nom de Montgomorie. Le nom de la paroisse a cependant été changé après seulement deux ou trois ans en celui de Portpatrick.

### Autres sites

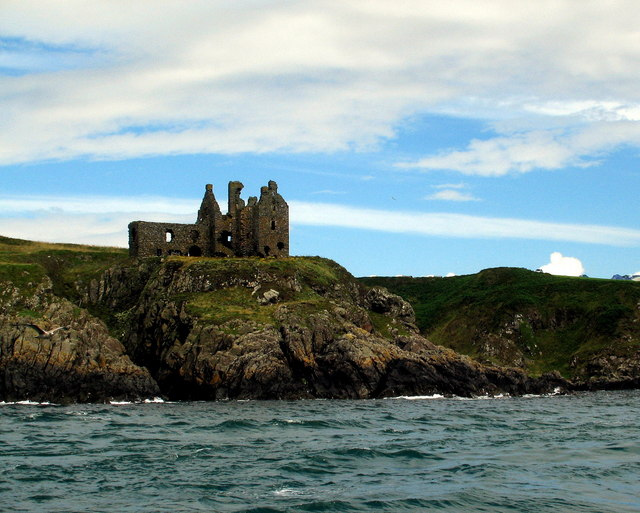
Château de Dunskey.

La gare de Portpatrick, achevée en 1861, était le terminus original du chemin de fer Portpatrick. À son âge d'or, elle accueillait des trains d'excursion de douze voitures de Glasgow. Le dernier service vers Stranraer se fit le 6 février 1950.
À 800 mètres au sud du village se trouve le château de Dunskey, accessible par un sentier raide incorporant des étapes et un pont étroit. Le site a vu au moins deux châteaux, bien que les ruines actuelles datent du XVIe siècle.
Le fort de Cairn Pat (ou Cairnpot) est une enceinte fortifiée sur la colline la plus élevée entourant le village. D'une superficie de 1,2 hectare, il est bordé de deux remparts d'environ 5,5 et 9,5 mètres de hauteur à l'ouest, flanqués par un fossé. Un troisième rempart de 2,1 mètres d'épaisseur sur 30 centimètres de hauteur surplombe l'approche sud au sommet d'un dénivelé se terminant par une rive de  1,5 mètre de largeur.